# Semifinal de la Copa Mundial de Fútbol de 2014 entre Brasil y Alemania
El Mineirazo (en portugués: Mineiraço) es como se le conoce al partido de fútbol de la Copa Mundial de 2014 disputado el 8 de julio de ese mismo año, fue un encuentro de semifinales que enfrentó al seleccionado local de Brasil con el combinado de Alemania y que culminó con un marcador 7-1 a favor de la selección europea.
Luego de haber finalizado el encuentro, se hizo una analogía del mismo con el histórico episodio conocido como Maracanazo, en el cual Brasil (siendo organizador del Mundial, al igual que en 2014) perdió por dos goles a uno frente a Uruguay el partido definitorio de la Copa Mundial de 1950, en el Estadio Maracaná de Río de Janeiro. Al mismo tiempo y debido a que este encuentro por semifinales del mundial 2014 se disputó en el Estadio Mineirão (ubicado en Belo Horizonte, capital del estado de Minas Gerais) este suceso pasó a la historia del fútbol mundial siendo apodado como el Mineirazo por una parte de la prensa oral y escrita.
El encuentro significó la peor derrota de la selección de Brasil en su historia futbolística, solo equiparable al 0:6 que recibió de la selección de Uruguay en el Campeonato Sudamericano de Selecciones de 1920. Además, cortó una racha de 39 años sin derrotas de dicha selección jugando como local en una competencia oficial, dado que la última había ocurrido en 1975, cuando perdió 3:1 en el mismo Estadio Mineirão, por la Copa América con Perú, equipo que obtuvo ese torneo. Brasil había mantenido el invicto durante 62 encuentros.

## Antecedentes
Antes de este partido, las selecciones de Alemania y Brasil se habían enfrentado 21 veces, con doce victorias para los brasileños, cuatro para los alemanes y cinco empates. Hasta ese entonces el único partido que habían jugado en un Mundial fue la final de Corea del Sur-Japón 2002, donde los brasileños ganaron 2 a 0, ambos goles marcados por Ronaldo. En aquella ocasión, la selección de Brasil también estuvo dirigida por Luiz Felipe Scolari. El último partido entre ambas selecciones se produjo en 2011, en un amistoso internacional donde Alemania venció a Brasil por 3 a 2.
Brasil era la selección anfitriona de la copa del mundo, siendo la segunda vez que organizaba esta competición (después de 1950, donde ocurrió el denominado Maracanazo). Los brasileños habían ganado cinco mundiales previos, y los alemanes, tres. Era la cuarta semifinal consecutiva jugada por Alemania, mientras que Brasil no había llegado a esta instancia desde el año 2002.
Ambas selecciones habían clasificado primeras en sus respectivos grupos, con 7 puntos. Brasil, en el grupo A, tras derrotar a Croacia y Camerún, y empatar con México, y Alemania, en el grupo G, tras derrotar a Portugal y Estados Unidos, y empatar con Ghana. La selección brasileña llegó a la semifinal tras derrotar a Chile en definición a penales tras empatar a 1 y a Colombia por 2-1. Alemania, por su parte, derrotó a Argelia 2-1 en prórroga, y a Francia 1-0.
Antes de crear la nómina de 23 jugadores que participarían en el mundial, Scolari solicitó la ayuda de la psicóloga Regina Brandão para crear perfiles psicológicos de los posibles convocados, debido a la presión que existía sobre los brasileños de ganar la copa. Tras el partido contra Chile, el entrenador volvió a solicitar la ayuda de Brandão para reforzar el control emocional de sus jugadores.
Otra de las dificultades de Brasil fue la suspensión del capitán Thiago Silva, quien en el partido contra Colombia acumuló una segunda tarjeta amarilla. La medida fue recurrida por la Confederación Brasileña de Fútbol, pero el requerimiento fue rechazado por el comité disciplinario de la FIFA. En el mismo partido, un fuerte choque con el jugador colombiano Camilo Zúñiga dejó a Neymar, la principal figura de Brasil, con fractura de una vértebra, lo que le impidió jugar durante el resto del mundial.

## Desarrollo

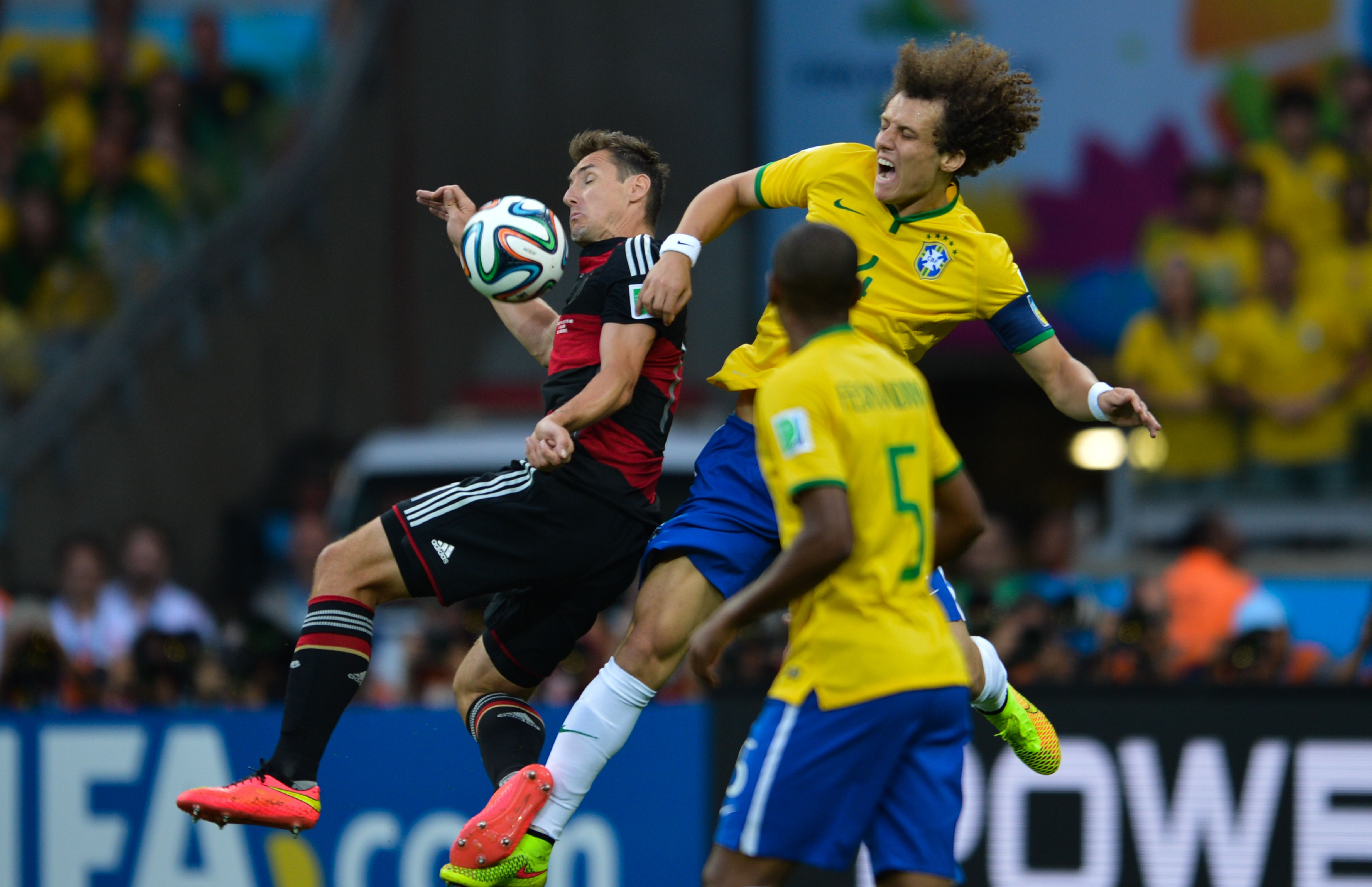
El capitán brasileño David Luiz (en el centro) condujo una defensa que fue incapaz de impedir a los alemanes marcar 4 goles en 6 minutos.

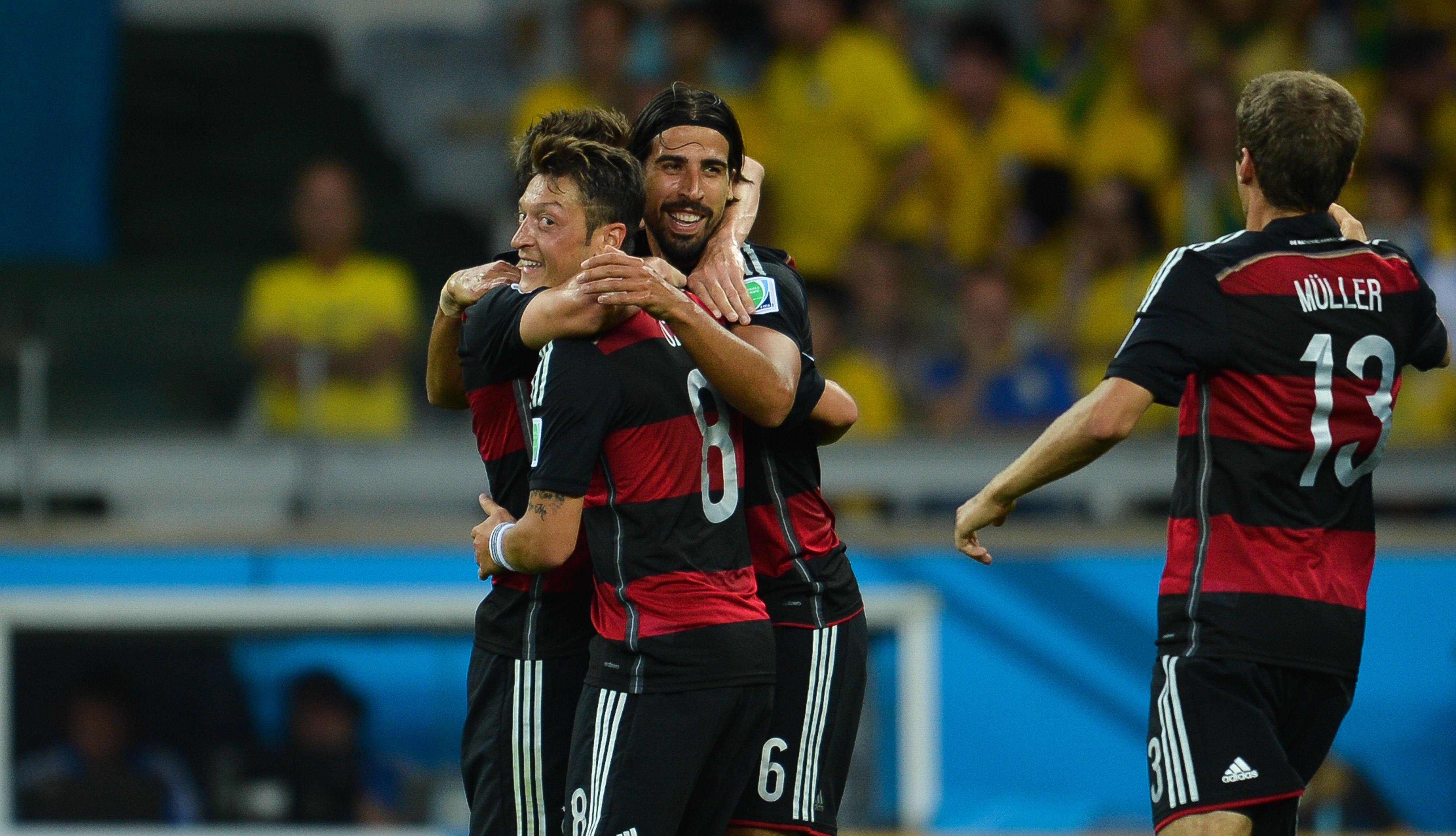
Los alemanes celebran el quinto gol.

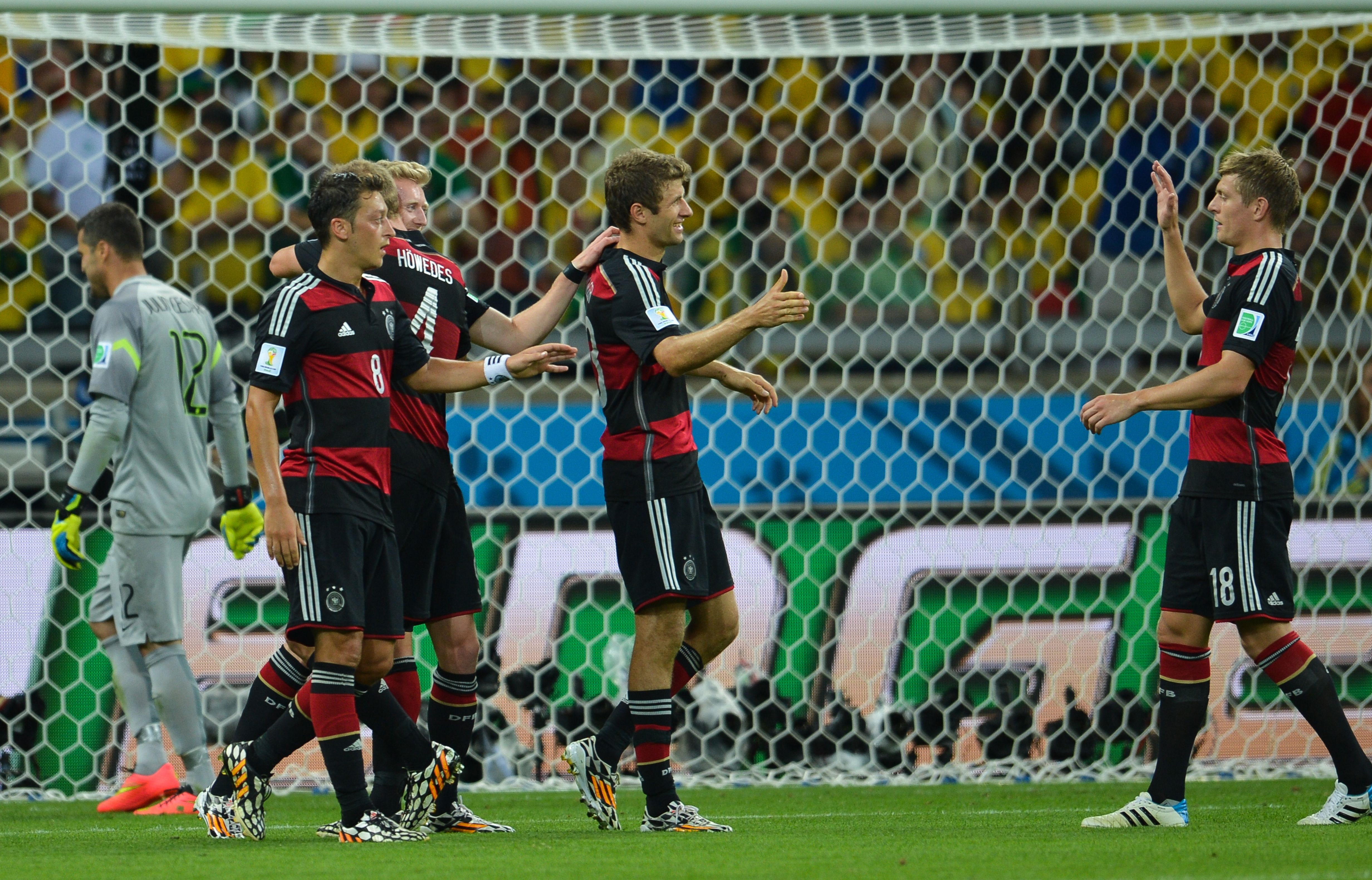
Los alemanes celebran el sexto gol.

Brasil comenzó el juego presionando al cuadro alemán en la salida, con la finalidad de generar errores en los pases. Tal estrategia tuvo cierto éxito durante los primeros 7 minutos, pero poco a poco se tornó menos efectiva. En el minuto 10 se generó un saque de esquina a favor del combinado teutón, ejecutado por Toni Kroos. Tras una desatención defensiva, Thomas Müller definió sin marca alguna y anotó el primer gol del partido (y el quinto del bávaro en el Mundial).
Ya con el 1-0 en el marcador, Alemania empezó a ganar confianza en el campo. Por el contrario, la zaga brasileña, desprovista del liderazgo de Thiago Silva y con un David Luiz jugando demasiado adelantado, se mostró errática y desorganizada. En el minuto 23, Miroslav Klose marcó el segundo gol, convirtiéndose —con 16 goles— en el máximo anotador de la historia de los mundiales, dejando atrás a Ronaldo, con 15. Toni Kroos se encargó de marcar un doblete, en los minutos 24 y 26, anotando 2 goles en 69 segundos. El 3.er gol de Alemania dejó en silencio al Estadio de Mineirão. Tras el cuarto gol, la afición brasileña empezó a abandonar las gradas del estadio, a tan solo 25 minutos del inicio del partido. En el minuto 29, Sami Khedira marcó el quinto gol, último del primer tiempo.
Ya en el segundo tiempo, Alemania bajó la intensidad en su nivel de juego, y Brasil intentó, sin éxito, acortar distancias, mediante tiros de Oscar, Marcelo y Paulinho. André Schürrle marcó el sexto gol en el minuto 69, y diez minutos después el 7-0, cerrando la cuenta alemana definitivamente y parcialmente en el marcador.
Por su parte, Brasil solo logró descontar con un gol de Oscar, en el minuto 90, marcando el final del peor partido de la selección de Brasil en su historial mundialista.
Por último, cabe destacar que para la siguiente competición oficial de la selección brasileña, la Copa América 2015, sólo fueron convocados dos (Fernandinho y David Luiz) de los 11 jugadores que iniciaron jugando este partido.

## Ficha del partido
| 12    | POR   | Júlio César         |     |
| 23    | DEF   | Maicon              |     |
| 13    | DEF   | Dante               |     |
| 4     | DEF   | David Luiz          |     |
| 6     | DEF   | Marcelo             |     |
| 5     | MED   | Fernandinho         | 46' |
| 17    | MED   | Luiz Gustavo        |     |
| 7     | MED   | Hulk                | 46' |
| 11    | MED   | Oscar               |     |
| 20    | MED   | Bernard             |     |
| 9     | DEL   | Fred                | 69' |
| D. T. | D. T. | Luiz Felipe Scolari |     |

| 1     | POR   | Manuel Neuer           |     |
| 16    | DEF   | Philipp Lahm           |     |
| 20    | DEF   | Jérôme Boateng         |     |
| 5     | DEF   | Mats Hummels           | 46' |
| 4     | DEF   | Benedikt Höwedes       |     |
| 6     | MED   | Sami Khedira           | 76' |
| 7     | MED   | Bastian Schweinsteiger |     |
| 8     | MED   | Mesut Özil             |     |
| 18    | MED   | Toni Kroos             |     |
| 13    | MED   | Thomas Müller          |     |
| 11    | DEL   | Miroslav Klose         | 58' |
| D. T. | D. T. | Joachim Löw            |     |

| 8  | MED | Paulinho | 46' |
| 16 | MED | Ramires  | 46' |
| 18 | MED | Willian  | 69' |

| 17 | DEF | Per Mertesacker | 46' |
| 9  | MED | André Schürrle  | 58' |
| 14 | MED | Julian Draxler  | 76' |

| 90' | Oscar | 1:7 |

| 11' · 23' · 24' · 25' · 29' · 69' · 79' | Thomas Müller Miroslav Klose Toni Kroos Sami Khedira André Schürrle | 0:1 0:2 0:3 0:4 0:5 0:6 0:7 |

| 68' | Dante |

| Principal  | Marco Rodríguez   |
| Asistentes | Marvin Torrentera |
|            | Marcos Quintero   |
| Cuarto     | Mark Geiger       |
| Quinto     | Mark Hurd         |

|                    |     |     |
| Tiros              | 18  | 14  |
| Tiros a puerta     | 8   | 10  |
| Faltas             | 11  | 14  |
| Saques de esquina  | 7   | 5   |
| Penaltis           | 0   | 0   |
| Fueras de juego    | 3   | 0   |
| Posesión del balón | 47% | 53% |

| Alineación inicial |

| 12    | POR   | Júlio César         |     |
| 23    | DEF   | Maicon              |     |
| 13    | DEF   | Dante               |     |
| 4     | DEF   | David Luiz          |     |
| 6     | DEF   | Marcelo             |     |
| 5     | MED   | Fernandinho         | 46' |
| 17    | MED   | Luiz Gustavo        |     |
| 7     | MED   | Hulk                | 46' |
| 11    | MED   | Oscar               |     |
| 20    | MED   | Bernard             |     |
| 9     | DEL   | Fred                | 69' |
| D. T. | D. T. | Luiz Felipe Scolari |     |

| 1     | POR   | Manuel Neuer           |     |
| 16    | DEF   | Philipp Lahm           |     |
| 20    | DEF   | Jérôme Boateng         |     |
| 5     | DEF   | Mats Hummels           | 46' |
| 4     | DEF   | Benedikt Höwedes       |     |
| 6     | MED   | Sami Khedira           | 76' |
| 7     | MED   | Bastian Schweinsteiger |     |
| 8     | MED   | Mesut Özil             |     |
| 18    | MED   | Toni Kroos             |     |
| 13    | MED   | Thomas Müller          |     |
| 11    | DEL   | Miroslav Klose         | 58' |
| D. T. | D. T. | Joachim Löw            |     |

| 8  | MED | Paulinho | 46' |
| 16 | MED | Ramires  | 46' |
| 18 | MED | Willian  | 69' |

| 17 | DEF | Per Mertesacker | 46' |
| 9  | MED | André Schürrle  | 58' |
| 14 | MED | Julian Draxler  | 76' |

| 90' | Oscar | 1:7 |

| 11' · 23' · 24' · 25' · 29' · 69' · 79' | Thomas Müller Miroslav Klose Toni Kroos Sami Khedira André Schürrle | 0:1 0:2 0:3 0:4 0:5 0:6 0:7 |

| 68' | Dante |

| Principal  | Marco Rodríguez   |
| Asistentes | Marvin Torrentera |
|            | Marcos Quintero   |
| Cuarto     | Mark Geiger       |
| Quinto     | Mark Hurd         |

|                    |     |     |
| Tiros              | 18  | 14  |
| Tiros a puerta     | 8   | 10  |
| Faltas             | 11  | 14  |
| Saques de esquina  | 7   | 5   |
| Penaltis           | 0   | 0   |
| Fueras de juego    | 3   | 0   |
| Posesión del balón | 47% | 53% |

| Alineación inicial |

| 12    | POR   | Júlio César         |     |
| 23    | DEF   | Maicon              |     |
| 13    | DEF   | Dante               |     |
| 4     | DEF   | David Luiz          |     |
| 6     | DEF   | Marcelo             |     |
| 5     | MED   | Fernandinho         | 46' |
| 17    | MED   | Luiz Gustavo        |     |
| 7     | MED   | Hulk                | 46' |
| 11    | MED   | Oscar               |     |
| 20    | MED   | Bernard             |     |
| 9     | DEL   | Fred                | 69' |
| D. T. | D. T. | Luiz Felipe Scolari |     |

| 1     | POR   | Manuel Neuer           |     |
| 16    | DEF   | Philipp Lahm           |     |
| 20    | DEF   | Jérôme Boateng         |     |
| 5     | DEF   | Mats Hummels           | 46' |
| 4     | DEF   | Benedikt Höwedes       |     |
| 6     | MED   | Sami Khedira           | 76' |
| 7     | MED   | Bastian Schweinsteiger |     |
| 8     | MED   | Mesut Özil             |     |
| 18    | MED   | Toni Kroos             |     |
| 13    | MED   | Thomas Müller          |     |
| 11    | DEL   | Miroslav Klose         | 58' |
| D. T. | D. T. | Joachim Löw            |     |

| 8  | MED | Paulinho | 46' |
| 16 | MED | Ramires  | 46' |
| 18 | MED | Willian  | 69' |

| 17 | DEF | Per Mertesacker | 46' |
| 9  | MED | André Schürrle  | 58' |
| 14 | MED | Julian Draxler  | 76' |

| 90' | Oscar | 1:7 |

| 11' · 23' · 24' · 25' · 29' · 69' · 79' | Thomas Müller Miroslav Klose Toni Kroos Sami Khedira André Schürrle | 0:1 0:2 0:3 0:4 0:5 0:6 0:7 |

| 68' | Dante |

| Principal  | Marco Rodríguez   |
| Asistentes | Marvin Torrentera |
|            | Marcos Quintero   |
| Cuarto     | Mark Geiger       |
| Quinto     | Mark Hurd         |

|                    |     |     |
| Tiros              | 18  | 14  |
| Tiros a puerta     | 8   | 10  |
| Faltas             | 11  | 14  |
| Saques de esquina  | 7   | 5   |
| Penaltis           | 0   | 0   |
| Fueras de juego    | 3   | 0   |
| Posesión del balón | 47% | 53% |

| Alineación inicial |

| 12    | POR   | Júlio César         |     |
| 23    | DEF   | Maicon              |     |
| 13    | DEF   | Dante               |     |
| 4     | DEF   | David Luiz          |     |
| 6     | DEF   | Marcelo             |     |
| 5     | MED   | Fernandinho         | 46' |
| 17    | MED   | Luiz Gustavo        |     |
| 7     | MED   | Hulk                | 46' |
| 11    | MED   | Oscar               |     |
| 20    | MED   | Bernard             |     |
| 9     | DEL   | Fred                | 69' |
| D. T. | D. T. | Luiz Felipe Scolari |     |

| 1     | POR   | Manuel Neuer           |     |
| 16    | DEF   | Philipp Lahm           |     |
| 20    | DEF   | Jérôme Boateng         |     |
| 5     | DEF   | Mats Hummels           | 46' |
| 4     | DEF   | Benedikt Höwedes       |     |
| 6     | MED   | Sami Khedira           | 76' |
| 7     | MED   | Bastian Schweinsteiger |     |
| 8     | MED   | Mesut Özil             |     |
| 18    | MED   | Toni Kroos             |     |
| 13    | MED   | Thomas Müller          |     |
| 11    | DEL   | Miroslav Klose         | 58' |
| D. T. | D. T. | Joachim Löw            |     |

| 8  | MED | Paulinho | 46' |
| 16 | MED | Ramires  | 46' |
| 18 | MED | Willian  | 69' |

| 17 | DEF | Per Mertesacker | 46' |
| 9  | MED | André Schürrle  | 58' |
| 14 | MED | Julian Draxler  | 76' |

| 90' | Oscar | 1:7 |

| 11' · 23' · 24' · 25' · 29' · 69' · 79' | Thomas Müller Miroslav Klose Toni Kroos Sami Khedira André Schürrle | 0:1 0:2 0:3 0:4 0:5 0:6 0:7 |

| 68' | Dante |

| Principal  | Marco Rodríguez   |
| Asistentes | Marvin Torrentera |
|            | Marcos Quintero   |
| Cuarto     | Mark Geiger       |
| Quinto     | Mark Hurd         |

|                    |     |     |
| Tiros              | 18  | 14  |
| Tiros a puerta     | 8   | 10  |
| Faltas             | 11  | 14  |
| Saques de esquina  | 7   | 5   |
| Penaltis           | 0   | 0   |
| Fueras de juego    | 3   | 0   |
| Posesión del balón | 47% | 53% |

| Alineación inicial |

## Impacto

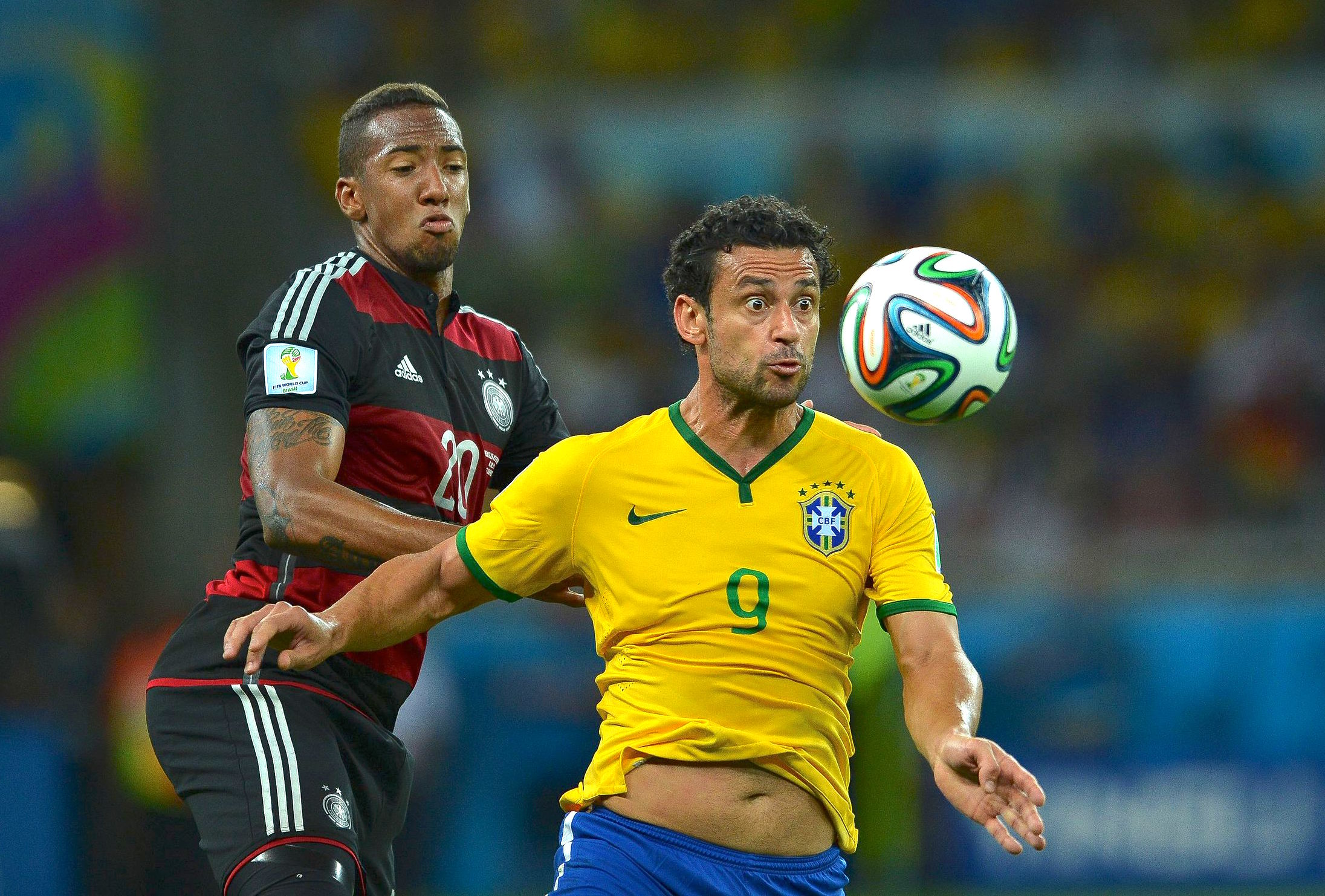
Fred contra el defensa alemán Jérôme Boateng. Fred fue duramente criticado por su actuación y abucheado por los aficionados brasileños cuando lo sustituyeron.

Brasil, previo al encuentro, era uno de los serios candidatos al título, tanto por su historia deportiva como por la ventaja de ser el país sede. Por ello, su eliminación fue una sorpresa; sin embargo, el abultado resultado final fue algo que ningún especialista anticipó. El estadístico estadounidense Nate Silver estimó que la probabilidad de que Alemania ganara a Brasil por más de seis goles de diferencia era de un 0,025% y que el resultado había sido el más sorprendente en la historia del fútbol internacional, considerando la clasificación Elo para el fútbol.
Tras el partido, el director técnico brasileño Luiz Felipe Scolari declaró que había sido «el peor día de [su] vida» y aceptó la responsabilidad por la derrota. David Luiz (quien asumiera como capitán por la sanción a Thiago Silva) fue entrevistado por la transmisión oficial tras finalizar el partido y, entre lágrimas, pidió disculpas públicas por el resultado: «Queríamos darle una alegría al pueblo y tristemente no lo logramos. Por eso quiero pedirle disculpas a todo el mundo, a todos los hinchas brasileños, a quienes soñábamos con hacer sonreír de alegría». La presidenta Dilma Rousseff declaró por Twitter su tristeza por el resultado y luego citó una canción de Paulo Vanzolini: «Brasil, levanta, sacúdete el polvo y sal adelante». En los días posteriores, se levantaron diversas críticas dentro de Brasil respecto a la situación del deporte en el país, exigiendo cambios importantes en el proceso de formación de jugadores. Tanto Rousseff como el ministro de Deportes Aldo Rebelo criticaron abiertamente el alto número de jugadores que son contratados por clubes extranjeros -especialmente en Europa-. El diputado y exfutbolista Romário, en tanto, criticó fuertemente a los principales dirigentes de la Confederación Brasileña de Fútbol y los tildó de «corruptos».

### Internet
A nivel internacional, el partido tuvo una fuerte repercusión. El «Mineirazo» ha sido el acontecimiento deportivo individual más tuiteado hasta la fecha, con un total de 35,6 millones de tuits enviados a través de la red social Twitter, superando la marca alcanzada por el Super Bowl XLVIII con 24,9 millones de menciones.
La página pornográfica Pornhub emitió un comunicado pidiendo a los usuarios que dejaran de subir resúmenes del partido a su plataforma bajo títulos como «Jóvenes brasileños son follados por todo el equipo de fútbol alemán».

### Disturbios, vandalismos e incidentes tras la derrota de Brasil
Tras la derrota de Brasil, se desató una serie de disturbios y actos de vandalismo en diferentes ciudades brasileñas por parte de los aficionados, quienes no estaban conformes con el resultado. En la ciudad de São Paulo, se reportó el incendio de dos buses del servicio público y saqueos a un local de electrodomésticos. Entre tanto, en la ciudad de Recife, capital del Estado de Pernambuco, la policía lanzó gases lacrimógenos debido a las tensiones que provocó la derrota del equipo local. En la ciudad de Río de Janeiro, fueron detenidas al menos seis personas por participar en incidentes en la famosa playa de Copacabana, se registró un fallecido tras enfrentamientos armados entre la policía local y civiles. En Belo Horizonte, ciudad donde se disputó el partido, hubo riñas callejeras que terminaron con doce detenidos, mientras que en Salvador de Bahía se presentaron desmanes e intentos de asalto colectivo. En la ciudad de Curitiba, capital del Estado de Paraná, 20 buses fueron apedreados y otro más fue asaltado e incendiado. En algunas ciudades, los habitantes quemaron banderas de Brasil.

## Récords

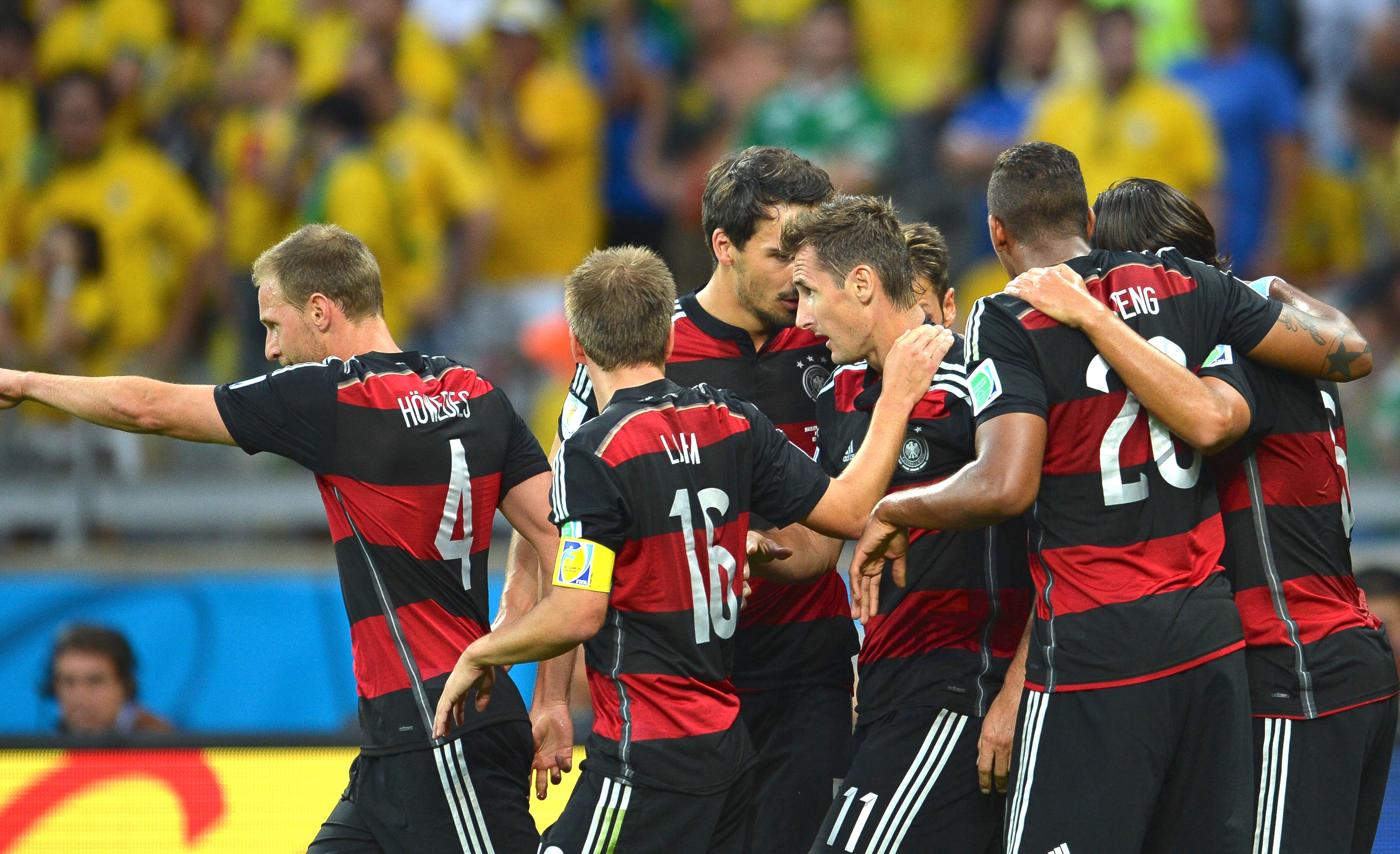
La selección alemana celebra la marca batida por Miroslav Klose, el mayor goleador en la historia de los mundiales.

- Se convirtió en la peor derrota histórica de Brasil en un Mundial. Hasta entonces el peor resultado lo había sufrido en la final del Mundial 1998, cuando Francia le ganó por 3 a 0.[27]
- Brasil nunca había sido derrotado en copas del mundo organizadas en el continente americano desde el Maracanazo de 1950. Solamente había perdido por tiros penal frente a la selección francesa de Michel Platini en el mundial de México 1986.
- Con su anotación, Miroslav Klose llegó a 16 goles en Mundiales y se convirtió en el máximo goleador de la historia del certamen, dejando atrás a Ronaldo. Además, con cuatro semifinales consecutivas (2002, 2006, 2010 y 2014), batió el récord de Uwe Seeler (1958, 1966, 1970) e igualó el récord de Cafu de partidos ganados en un Mundial: 16 encuentros.[28]
- Se marcaron 4 goles en un tiempo total de 6 minutos (de 23' a 29'), haciéndolos los 4 goles más rápidos en la historia de la Copa del Mundo.[29]
- Toni Kroos marcó el doblete más rápido de la historia de los mundiales, con dos goles en 69 segundos.[30]
- Es la primera vez que Brasil recibe siete goles en un partido oficial. Sin embargo, en un partido amistoso en 1934 contra Yugoslavia, perdió por 8:4.[31]
- Fue la semifinal con más goles de la historia, superando a los Uruguay 6:1 Yugoslavia y Argentina 6:1 Estados Unidos, de 1930; al Alemania Federal 6:1 Austria, de Suiza 1954; al Brasil 5:2 Francia, del Mundial de 1958; y al memorable encuentro Italia 4:3 Alemania Federal, de México 1970, conocido como El Partido del Siglo.[32]
- Fue el equipo organizador de un mundial que ha sido derrotado por el marcador más amplio. Anteriormente Suecia había perdido frente a Brasil 5 a 2 en 1958, México perdió ante Italia 4 a 1 en 1970, y Sudáfrica perdió 3 a 0 ante Uruguay en 2010.
- En Copas del Mundo fue el marcador más abultado entre dos selecciones campeonas. Antes estaban dos resultados 4-0 que sufrieron Uruguay y Argentina precisamente ante Alemania, en 1966 y 2010 respectivamente.
- Fue la primera vez en 39 años en la que Brasil perdió un partido oficial en tierras brasileñas. La última vez fue en septiembre de 1975, cuando perdió ante Perú en la Copa América, en el mismo Mineirão.